# Chérêt
Chérêt település Franciaországban, Aisne megyében. Lakosainak száma 146 fő (2022. január 1.). Chérêt Bruyères-et-Montbérault, Martigny-Courpierre, Montchâlons, Orgeval és Parfondru községekkel határos.

## Népesség
A település népességének változása:
| Lakosok száma | 88   | 111  | 122  | 118  | 132  | 140  | 142  | 139  | 141  | 146  |
|               | 1968 | 1982 | 1990 | 2006 | 2013 | 2015 | 2017 | 2019 | 2020 | 2022 |